# Miasto Valpovo
Miasto Valpovo (chorw. Grad Valpovo) – jednostka administracyjna w Chorwacji, w żupanii osijecko-barańskiej. W 2011 roku liczyła 11 563 mieszkańców.